# Sebranice (okres Blansko)
Obec Sebranice (dříve také Cebranice, německy Sebranitz) se nachází v okrese Blansko v Jihomoravském kraji. Touto vesnicí na okraji Boskovické brázdy protéká potok Sebránek. První zmínka o obci se nachází v historických pramenech z roku 1043. Žije zde 684 obyvatel.

## Název
Do poloviny 17. století se v zápisech střídaly podoby Sebranice, Cebranice a Čebranice. Z nich původní je patrně podoba Čebranice vzniklá z osobního jména Čěbran (ve starší podobě Čabran). Výchozí tvar Čěbranici by pak byl pojmenováním obyvatel vsi a znamenal "Čěbranovi lidé". Podoba Sebranice patrně vznikla úpravou původního jména podle (ve své době) běžnějšího osobního jména Sebran. Tvar Cebranice užívaný ještě ve 20. století v místní lidové mluvě pak zřejmě vznikl smíšením obou dříve uvedených podob.

## Historie
V dávných dobách se na místě, kde dnes leží Sebranice, nacházel jen smíšený prales, který tvořil přirozenou hranici mezi Čechami a Moravou. Když v roku 1031 dobyl Moravu kníže Břetislav a spojil ji s Čechami, pozbyl prales význam a bylo povoleno jej mýtit. První písemná zmínka o obci pochází z listiny sepsané kolem poloviny 13. století a hlásící se do roku 1043, v níž družiník Břetislava I. Eppo ves "Cebranice" darovanou mu dříve knížetem věnuje břevnovskému klášteru (kdyby byla listina pravá, byly by Sebranice nejstarší písemně doloženou vsí na Moravě). Od roku 1348 náležely pánům z Boskovic. Ve vsi byla i tvrz a to s největší pravděpodobností na návrší uprostřed obce vedle kostela Nanebevzetí Panny Marie, kde se dnes nachází areál zemědělského družstva. V druhé polovině 15. a v první polovině 16. století drželi údajně Sebranice někteří příslušníci drobné šlechty. V zemských deskách však žádné převody pro toto období zaznamenány nejsou. K roku 1481 se po nich jmenuje jakýsi Vilém ze Zviřetic a Sebranic a až v roce 1549 Ladislav Velen z Boskovic, dědic po Kryštofovi z Boskovic.
Mezi nejstarší rodiny ve vsi patří Kanýzovi, Lepkovi, Páralovi, Slezákovi, Chloupkovi, Piknovi, Pietovi, Pulcovi nebo Křápovi, kteří v Sebranicích nebo jejím bezprostředním okolí sídlí přinejmenším od konce 17. století.[zdroj⁠?!] Dne 2. 9. 1888 se zde narodil František Kovář, profesor-biblista, biskup a třetí patriarcha Církve československé husitské.

## Pamětihodnosti
- Kostel Nanebevzetí Panny Marie – založen rajhradským klášterem v roce 1255 v gotickém slohu. V letech 1680–1687 byl raně barokně přestavěn Kašparem Bedřichem, hrabětem z Lamberka. Na vysoké věži s barokní bání visí 4 zvony.
- Fara
- Stará historická sýpka „žudr“ na šesti dřevěných pilířích
- Bývalá formanská hospoda Zlatá studna[6]

## Průmysl
- ALPS Electric

## Fotogalerie

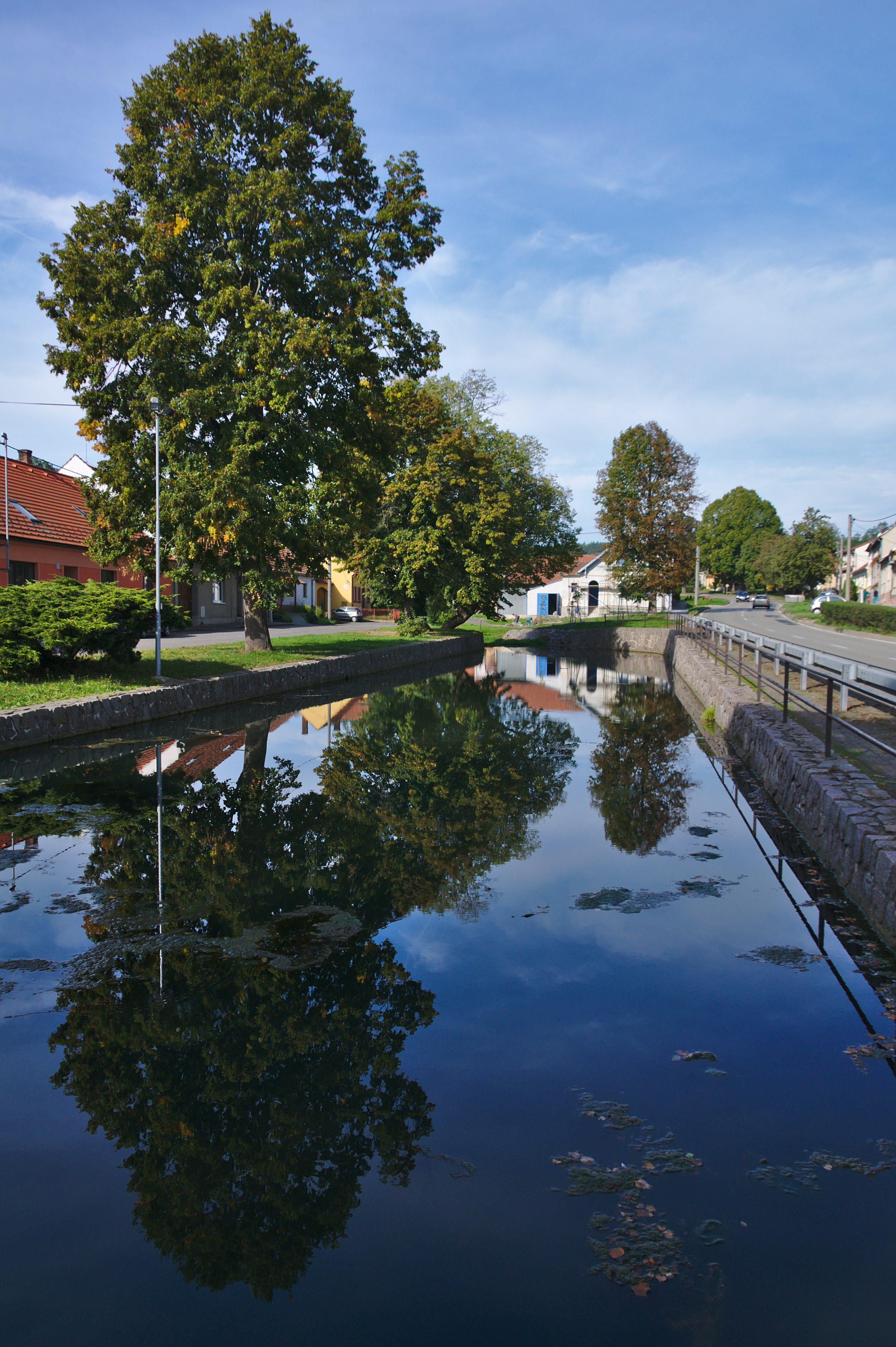
Přehrada na Újezdském potoce
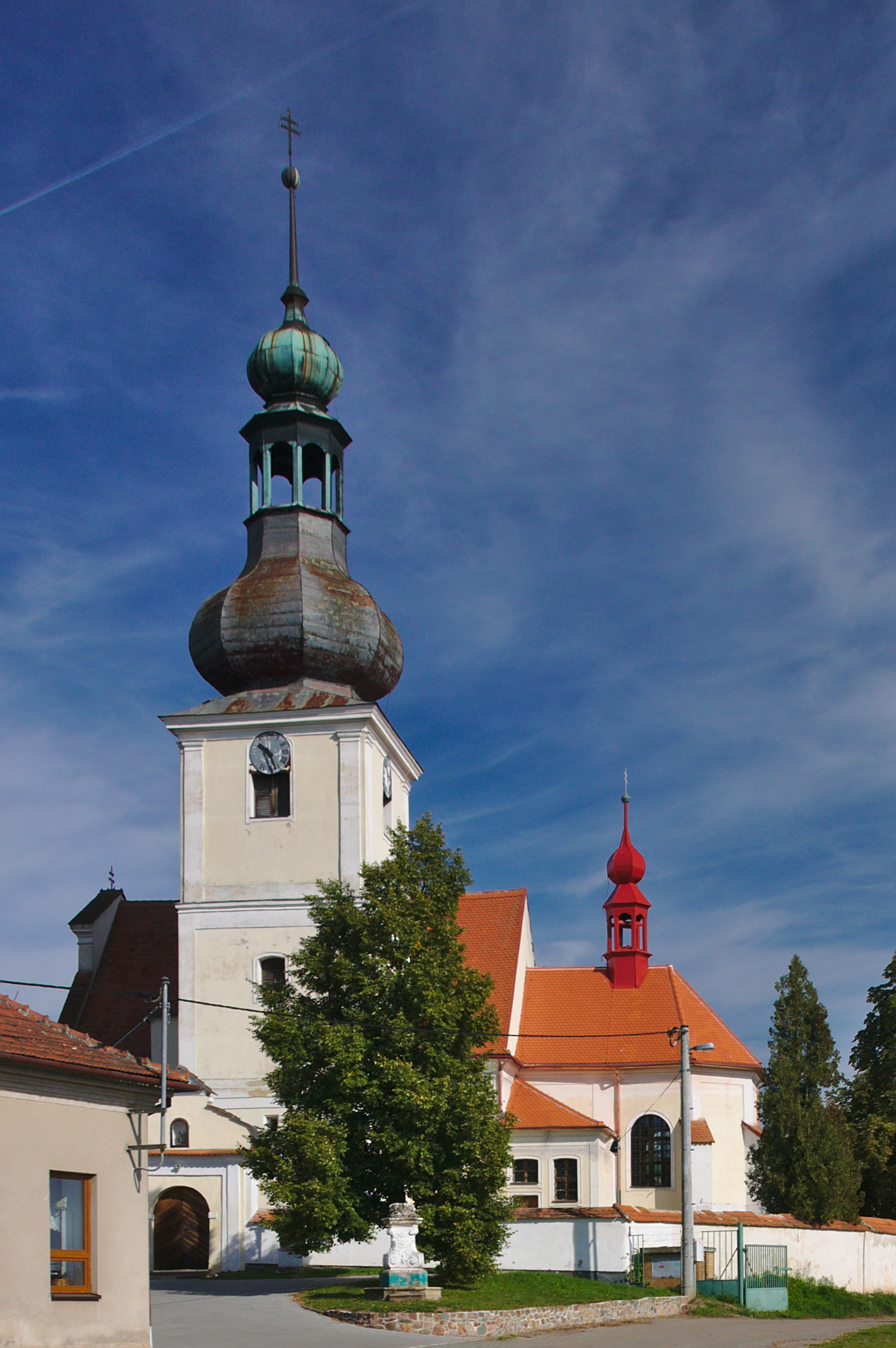
Kostel Nanebevzetí Panny Marie
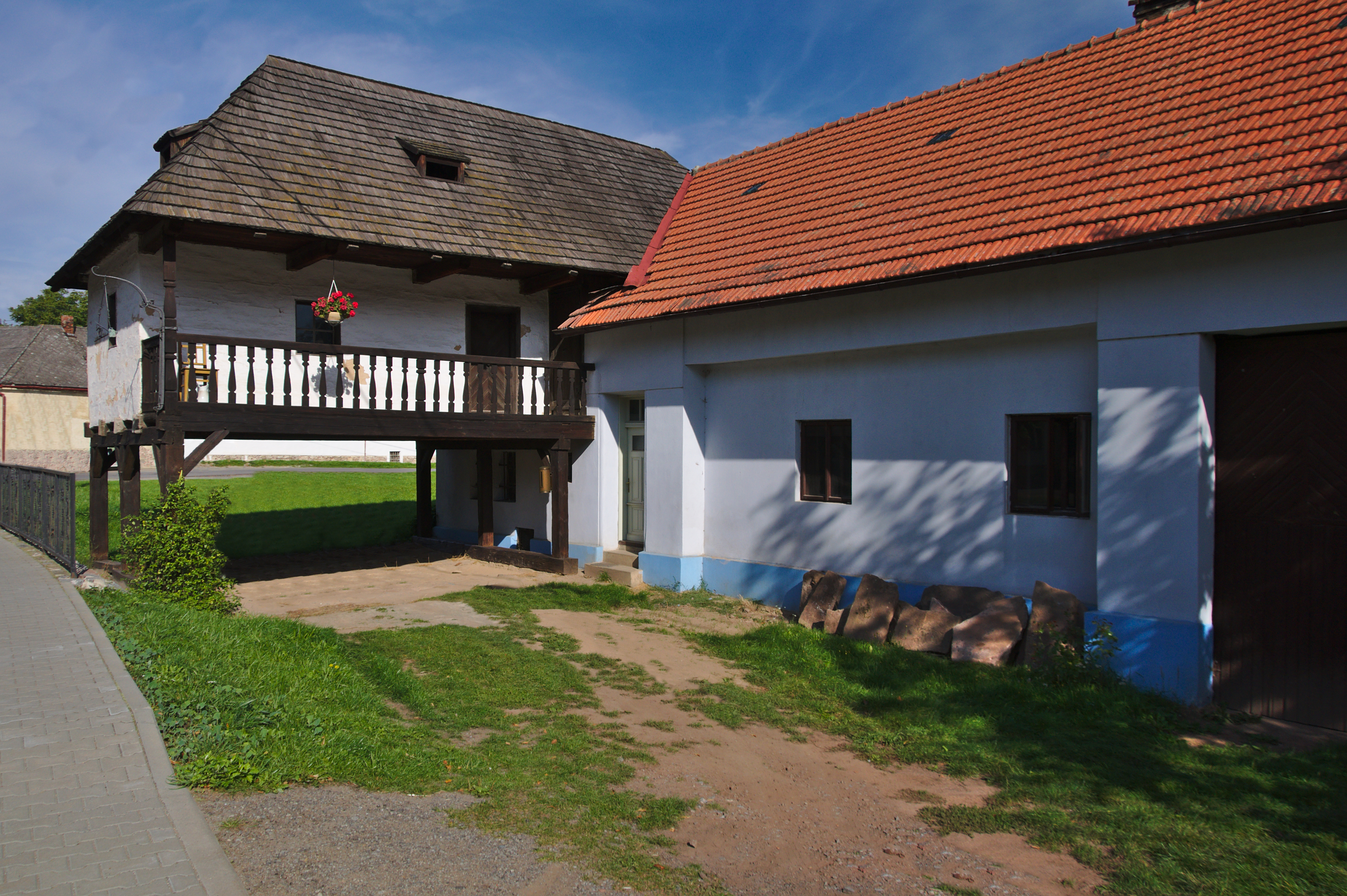
Památkově chráněný dům čp. 36
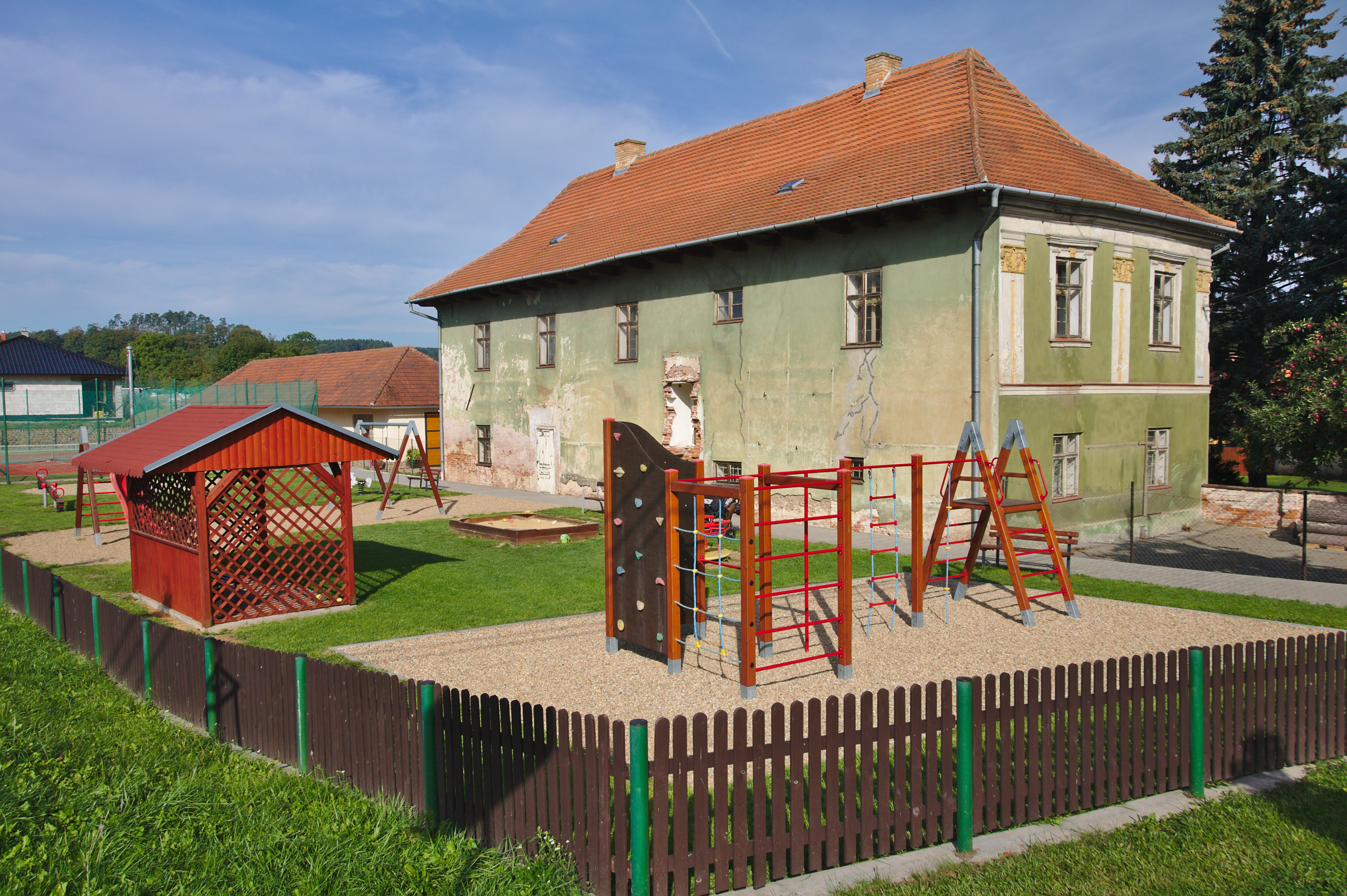
Bývalá fara
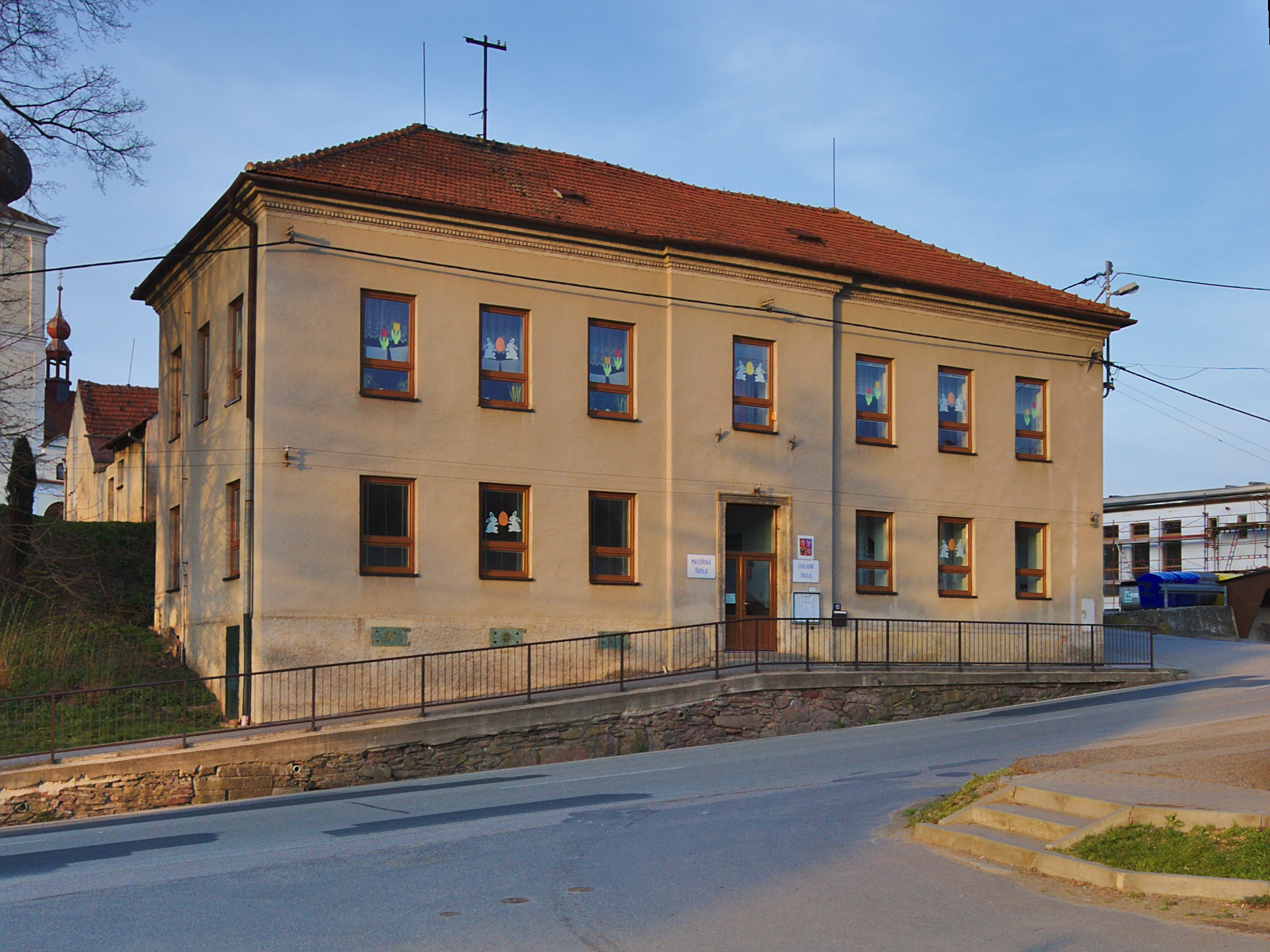
Obecní úřad
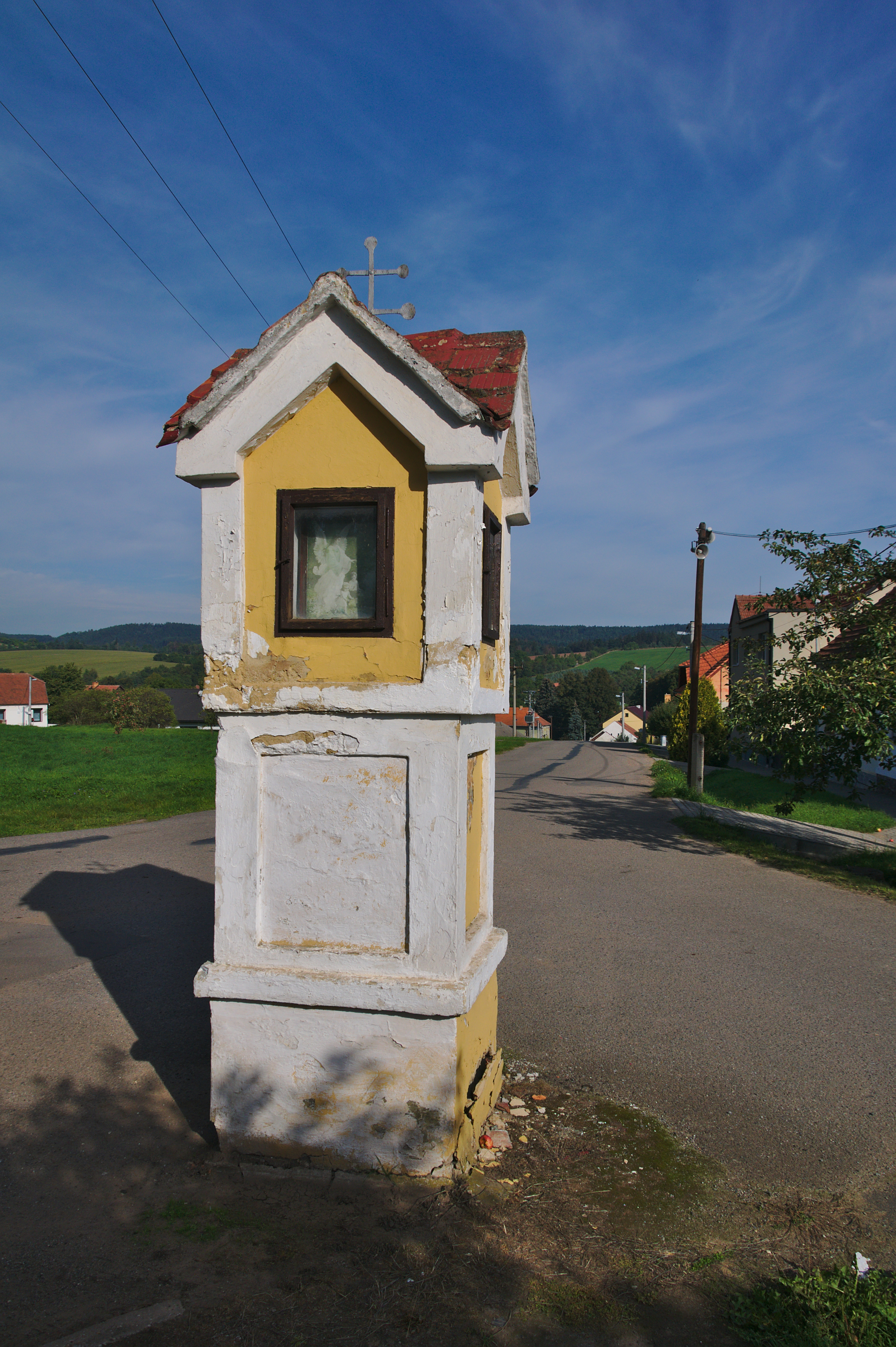
Boží muka
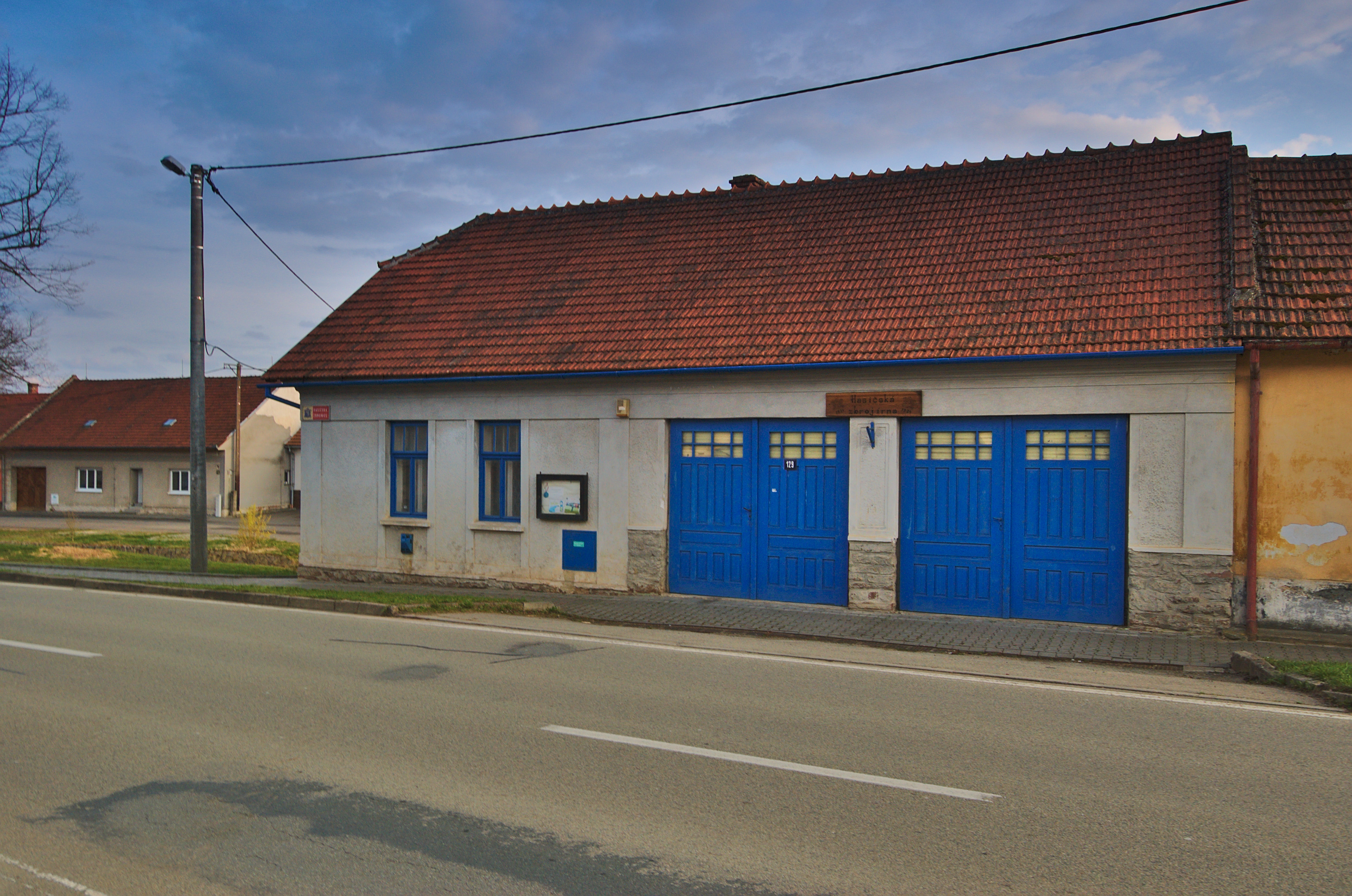
Hasičská zbrojnice